# Bistum Merlo-Moreno
Das Bistum Merlo-Moreno (lat.: Dioecesis Merlensis-Morenensis, span.: Diócesis de Merlo-Moreno) ist eine in Argentinien gelegene römisch-katholische Diözese mit Sitz in Moreno.

## Geschichte
Das Bistum Merlo-Moreno wurde am 13. Mai 1997 durch Papst Johannes Paul II. aus Gebietsabtretungen des Bistums Morón errichtet. Es wurde dem Erzbistum Buenos Aires als Suffraganbistum unterstellt.
Am 4. Oktober 2019 unterstellte Papst Franziskus das Bistum dem mit gleichem Datum zum Metropolitansitz erhobenen Erzbistum Mercedes-Luján als Suffragan.

## Bischöfe von Merlo-Moreno
- Fernando María Bargalló, 1997–2012
- Fernando Carlos Maletti, 2013–2022
- Juan José Chaparro Stivanello CMF, seit 2022

## Einzelnachweise

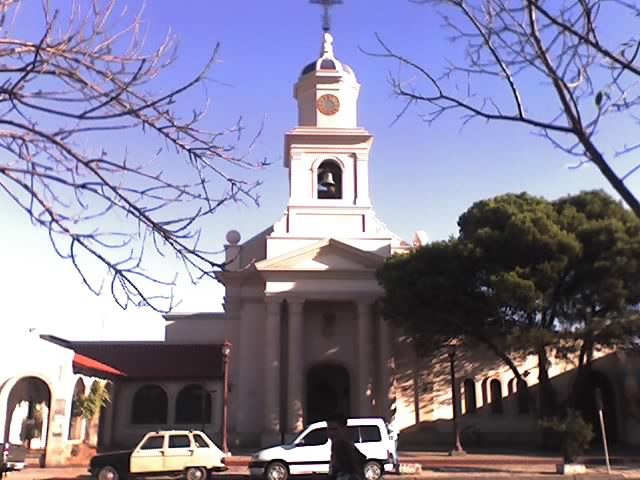
Kathedrale Nuestra Señora del Rosario in Moreno